# Framebuffer
Framebuffer je označení pro obrazové výstupní zařízení, které na něj přenáší obrazovou informaci z vyrovnávací paměti (bufferu) a obsahuje právě jeden kompletní rámec dat. Obsah bufferu je obvykle lineární úsek operační paměti, který se skládá z číselných hodnot barev (odstíny šedi, RGB) pro každý pixel (obrazový bod, který se zobrazuje) na displeji. Barevné hodnoty jsou obvykle uloženy jednobitově (monochromatický režim), 4bitově s paletou, 8bitově s barevnou paletou, 16bitově (highcolor) a 24bitově (truecolor). Občas bývá ještě využíván alfa kanál pro uchování informace o průhlednosti pixelu. Celková velikost paměti potřebné pro práci framebufferu je závislá na barevné hloubce, velikosti palety a rozlišení výstupního signálu. Framebuffer je typicky zařízení bez podpory akcelerace v GPU, takže jeho obsah modifikuje programátor pomocí hlavního procesoru počítače. GPU pak periodicky čte obsah framebufferu a vytváří signál, který je odesílán do zobrazovacího zařízení.